# Айні (кишлак)
Айні (тадж. Айнӣ) — кишлак у Таджикистані, центр Айнинського району Согдійської області.

## Географія
Айні лежить у долині річки Зеравшан між Зеравшанським (на півдні) і Туркестанським (на півночі) хребтами.

### Клімат
Громада знаходиться у зоні, котра характеризується континентальним субарктичним кліматом. Найтепліший місяць — липень із середньою температурою 18.2 °C (64.8 °F). Найхолодніший місяць — січень, із середньою температурою -7 °С (19.4 °F).
| Клімат Айні             | Клімат Айні | Клімат Айні | Клімат Айні | Клімат Айні | Клімат Айні | Клімат Айні | Клімат Айні | Клімат Айні | Клімат Айні | Клімат Айні | Клімат Айні | Клімат Айні | Клімат Айні |
| Показник                | Січ.        | Лют.        | Бер.        | Квіт.       | Трав.       | Черв.       | Лип.        | Серп.       | Вер.        | Жовт.       | Лист.       | Груд.       | Рік         |
| Середня температура, °C | −7          | −5,6        | −0,2        | 6,3         | 10,3        | 15,3        | 18,2        | 16,9        | 12          | 6,1         | 0,8         | −3,4        | 5,8         |
| Норма опадів, мм        | 81.7        | 91          | 133.5       | 139         | 108.6       | 29.8        | 14.4        | 6.8         | 6.9         | 50.8        | 63.3        | 79.8        | 805.6       |
| Днів з опадами          | 9,9         | 10,6        | 13          | 12,5        | 11,2        | 4,9         | 3,6         | 2,1         | 2,3         | 5,9         | 7,3         | 9,1         | 92,4        |
| Вологість повітря, %    | 64.1        | 65.7        | 63.1        | 60.6        | 55.9        | 43.5        | 40.2        | 40.6        | 43.4        | 52.5        | 56.2        | 61.8        | 54          |
| ----------------------- | ----------- | ----------- | ----------- | ----------- | ----------- | ----------- | ----------- | ----------- | ----------- | ----------- | ----------- | ----------- | ----------- |
| Джерело: Weatherbase    |             |             |             |             |             |             |             |             |             |             |             |             |             |